# Confía en tus máquinas (álbum)
Confía en tus máquinas es el noveno disco del grupo musical Aviador Dro editado en el año 2004 por el sello "Subterfuge Records" bajo la referencia 21.351 CD.

## Lista de canciones
| Título                        | Autor                                | Duración |
| ----------------------------- | ------------------------------------ | -------- |
| Mi mejor retransmisión        | Servando Carballar                   | 3:49     |
| Aracne                        | Servando Carballar                   | 4:19     |
| Confía en tus máquinas        | Servando Carballar                   | 3:20     |
| Gretchen en Dresde            | Servando Carballar                   | 4:27     |
| En la Tierra ya no hay comida | Servando Carballar, Ismael Contreras | 3:01     |
| La naturaleza destruye        | Ismael Contreras                     | 2:42     |
| Planeta inverso               | Servando Carballar, Marta Cervera    | 3:55     |
| Frío                          | Servando Carballar                   | 4:44     |
| El cielo de las hormigas      | Servando Carballar                   | 4:03     |
| Cero en conducta              | Servando Carballar                   | 3:29     |
| Gort                          | Servando Carballar                   | 5:03     |
| El año de las turbulencias    | Servando Carballar, Ismael Contreras | 4:03     |